# Bordonua

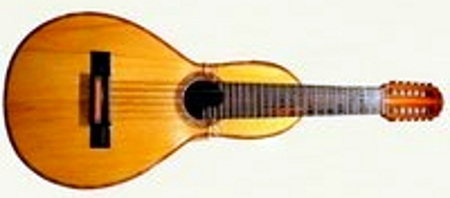
Photographie d'un bordonua.

Le bordonua ou bordonúa est un instrument à cordes pincées portoricain. C'est une petite guitare dérivée de la guitare baroque. Il ressemble beaucoup au tiple portoricain, en plus grand.

## Lutherie
Il est taillé à partir de trois pièces de bois (cheviller, manche, caisse de résonance). La table d'harmonie est clouée.
La caisse de résonance très profonde, en forme de trou de serrure, est resserrée près du manche. Celui-ci se prolonge sur la table d'harmonie jusqu'à la petite ouïe située en son milieu. Il a cinq doubles cordes en métal accordées (comme une guitare : la - ré - sol - si - mi) à l'octave et des frettes très larges. Il existe plusieurs modèles :
- bordonúa antigua
- Bordonúa melodica, à huit cordes et deux petites ouïes supplémentaires le long du manche.
- Bordonúa de Paquito López Cruz
- Bordonúa Cundi/Avilés
- Bordonúa grave

## Jeu
On le trouve dans les orchestres jíbaro où il jouait à l'origine une ligne de basse. Il s'est développé un style mélodique entre les mains de "bordonistas" tel Candelario Vásquez qui a inventé une manière de jouer les trémolos, en tirant la corde le long d'une frette, appelé gemido ("plainte") ou lloriqueo ("pleur").

## Liens
- (en) Photos
- (en) Fabrication